# Croteau Lake
Croteau Lake är en sjö i Kanada.   Den ligger i provinsen British Columbia, i den sydvästra delen av landet, 3 700 km väster om huvudstaden Ottawa. Croteau Lake ligger 1 234 meter över havet.
I omgivningarna runt Croteau Lake växer i huvudsak barrskog. Runt Croteau Lake är det glesbefolkat, med 14 invånare per kvadratkilometer.